# Strange Little Girls
Strange Little Girls es el sexto álbum de la pianista y compositora Tori Amos publicado el:
- 14 de septiembre de 2001 (Países Bajos, Irlanda, Finlandia, Italia y Bélgica)
- 17 de septiembre (Reino Unido y Australia)
- 18 de septiembre (USA y Canadá)
- 27 de septiembre (Japón).

Es también el primer álbum de la discografía de Tori Amos en basarse en versiones de otros artistas. Todas las canciones fueron originalmente escritas, compuestas e interpretadas por artistas o grupos masculinos, evocando la mujer o la feminidad la mayor parte de ellas. Tori decidió reinterpretar las canciones dándole un punto de vista femenino. Así cada una de las canciones es representada por un personaje diferente (interpretado por Tori) y por una frase para cada uno de los personajes escrita por el novelista Neil Gaiman, amigo cercano de Tori Amos. Gaiman escribió una recopilación de historias que lleva por título Strange Little Girls contando la historia de cada una de las doce mujeres, inspirándose en el disco. Esta recopilación aparece en su obra Fragil things.
Con este álbum, Tori Amos cierra un paréntesis estilístico que había abierto en 1998 con su álbum From the Choirgirl Hotel dónde abrió la puerta a un estilo más rock, oscuro y aéreo con tintes electrónicos. Strange Little Girls es desprovisto de electrónica aunque las guitarras se destacan por encima del piano. Es sin duda el álbum más roquero y uno de los más underground de la cantante junto con From the Choirgirl Hotel y To Venus and back.

## Concepto del álbum
Durante toda su carrera, Tori Amos ha elegido numerosas veces hacer versiones de canciones creando un estilo propio, una manera de tocarlas: las versiona, volviéndolas a crear aunque eso conlleve que la original sea apenas reconocible. Normalmente estas versiones aparecen en los sencillos bajo la forma de Caras b. Algunos ejemplos son:
| Título                    | Artista original | Álbum original (fecha)        |
| ------------------------- | ---------------- | ----------------------------- |
| «Smells like teen spirit» | Nirvana          | Nevermind (1991)              |
| «If 6 was 9»              | Jimmy Hendrix    | Bold As Love (1968)           |
| «Whole Lotta Love»        | Led Zeppelin     | Led Zeppelin II (1969)        |
| «American pie»            | Don McLean       | The day the music dies (1971) |

Después de cinco álbumes, Tori ya es reconocida como una talentosa autora compositora de canciones[cita requerida], y era el momento exacto para grabar un disco enteramente constituido de temas escritos por otros. Así, Tori Amos no se dispone a grabar un álbum con sus temas favoritos para hacer así un álbum personal. Todo lo contrario, decidió que la elección ideal sería retomar canciones cantadas por hombres y reinterpretarlas desde una perspectiva femenina. Así, afirmó: «siempre he encontrado fascinante cómo los hombres dicen las cosas y las mujeres las escuchan» dijo Tori para una entrevista de prensa de Atlantic Records.
Al comienzo, la idea del álbum de versiones le llegó leyendo un artículo de marzo de 2001 de Marin Amis en el The Guardian (Manchester) que trataba de la industria pornográfica. En el artículo, una actriz decía que encontraba la vagina decepcionante y que prefería, claramente, el otro lado. A Tori le impactó esa «decepción» — sin duda de manera irónica. Se puso a reflexionar en cómo el sexo era vendido como una comodidad y frecuentemente asociado a la violencia. Esa ida era para Tori, representativa del estereotipo actual de lo que hay de peor en la mujer. En paralelo a esa idea, la idea del álbum de versiones vino en repuesta a su casa discográfica. En 1988, Tori firma un contrato de siete álbumes con Atlantic Records, llegado el 1998, comienza a ver que sus discos son cada vez menos promocionados, así que decidió que para el último disco con Atlantic Records no grabaría temas originales.
Como madre desde el 2000, Tori estaba fascinada por el papel y lugar de una mujer en el mundo. Por ejemplo, «97 Bonnie & Clyde» de Eminem, fantasía soñada de la violencia que Slim Shady ejerce matando a su mujer Kim al oído de su hija. Tori se dijo ue seía interesante rinterpretar esa canción encarnando a la víctima, tomando otro sentido ahora.

## Doce versiones, doce personajes
Para cada una de esas doce versiones, Amos crea trece personajes diferentes, uno por cada canción — a excepción de «Heart of gold» interpretada por dos gemelas. Esos personajes son representativos de las canciones, pero sobre todo de la manera en cómo Tori las ha interpretado. Son un papel: Strange Little Girls» es algo así como una prueba de actorado.
Aparte de los personajes, Tori hizo llamar a su íntimo amigo Neil Gaiman para escribir algunas historias cortas para cada personaje: «son canciones poderosas escritas por artistas masculinos. Cada una tiene su propia historia, su propia voz, quise intentar introducir un punto de vista femenino. No lo hice para enfrentarme a los artistas que escribieronlos temas. Es un mensaje de pasión representativo del poder de esas canciones». En el libreto del álbum, cada canción es representada por el personaje en cuestión, y una frase extraída de la novela «Strange Little Girl» de Neil Gaiman aparecido en su obra Objetos frágiles.
Siempre que Tori versiona canciones se toma algunas libertades con las estructuras de las versiones originales. En este álbum, «Heart of gold» o «Raining blood» son irreconocibles. «I Don't Like Mondays» es un homenaje a los asesinatos de San Diego en el 2001. Tori afirma que ella no fue la que eligió los temas para el álbum. En su lugar, preguntó a «Hombres heterosexuales, homosexuales, toda clase de hombres» que podían contribuir con ideas

## Reacción de otros artistas
Para terminar, las doce canciones son totalmente diferentes entre sí. Algunas son incluso «improbables» como las de Eminem o Slayer, otras son muy conocidas como «Enjoy the silence» de Depeche Mode, otras lo son menos como «Strange Little Girls» o «Real men». Alguna de las versiones ha incluso llamado la atención del autor original. En Alemania, durante un concierto de Tori Amos en 2003 Joe Jackson dio el visto bueno a su canción Real men. Comentó al público que: «mis canciones no son versionadas a menudo [...] la mayoría de las veces son malas. Pero [...] Tori Amos no está nada mal. [...] ahora tocaré la versión de la versión de Tori Amos de mi canción.[cita requerida]»
El grupo Slayer, por su parte, se puso en contacto con Tori Amos para darle las gracias por la versión. Le enviaron camisetas con la inscripción «Dios detesta a cada uno de vosotros[cita requerida]»

## Lista de temas
| N.º | Título                                        | Duración |  |
| 1.  | «New Age» (de The Velvet Underground)         | 4:37     |  |
| 2.  | «'97 Bonnie & Clyde» (de Eminem)              | 5:46     |  |
| 3.  | «Strange Little Girl» (de The Stranglers)     | 3:50     |  |
| 4.  | «Enjoy the Silence» (de Depeche Mode)         | 4:10     |  |
| 5.  | «I'm not in Love» (de 10cc)                   | 5:39     |  |
| 6.  | «Rattlesnakes» (de Lloyd Cole)                | 3:59     |  |
| 7.  | «Time» (de Tom Waits)                         | 5:23     |  |
| 8.  | «Heart of Gold» (de Neil Young)               | 4:00     |  |
| 9.  | «I Don't Like Mondays» (de The Boomtown Rats) | 4:21     |  |
| 10. | «Happiness is a Warm Gun» (de The Beatles)    | 9:55     |  |
| 11. | «Raining Blood» (de Slayer)                   | 6:22     |  |
| 12. | «Real Men» (de Joe Jackson)                   | 4:07     |  |

## Sencillos
Oficialmente no hubo ningún sencillo publicado debido al abandono de Tori Amos de Atlantic Records. Aunque se filtraron algunas copias de «Strange Little Girls» casi todas las copias fueron retiradas del mercado.

### Caras B
El álbum, como la mayoría de los álbumes de Amos, es también conocido por su colección de Caras b incluidas en el único sencillo del álbum.
| Título             | Artista original | Álbum original (fecha)            | Sencillo                    |
| ------------------ | ---------------- | --------------------------------- | --------------------------- |
| «After All»        | David Bowie      | The Man Who Sold The World (1971) | Strange Little Girls (2001) |
| «Only women bleed» | Alice Cooper     | Welcome to my nightmare (1975)    | Strange Little Girls (2001) |